# 5. vojaško območje (JLA)
5. vojaško območje (kratica 5. VO; tudi Severozahodno bojevališče) je bilo poveljniška formacija v sestavi Jugoslovanske ljudske armade.
To vojaško območje je bilo neposredno odgovorno za izvajanje pehotnih operacij JLA med slovensko osamosvojitveno vojno.

## Zgodovina
5. vojaško območje je bilo ustanovljeno 1. januarja 1989 z ukinitvijo in posledično reorganizacijo 5. in 9. armade, z namenom večjega in boljšega nadzora nad Slovenijo,ki je kazala osamosvojitvene težnje.

## Pregled
5. VO je zajemalo celotno področje Slovenije, Hrvaško brez vzhodne Slavonije in Primorja ter Bihaški bazen; skupaj 56.500 km², kar je bilo 23 % ozemlja Jugoslavije, kjer je živelo okoli 6,2 milijona prebivalstva (28 % celotnega prebivalstva). Na tem področju se je nahajalo tudi 1/3 celotne gospodarske moči SFRJ in sicer: 69,4 % naftne proizvodnje, 57,6 % naravnega plina, 27 % črne metalurgije, 25 % kemične industrije, 15 % aluminija, 23 % avtomobilske industrije, 45 % tekstilne industrije in 37 % proizvodnje gradbenega materiala.
Ob pričetku slovenske osamosvojitvene vojne je 5. VO imelo 35.000 vojakov, 711 tankov, 367 oklepnih bojnih vozil in 869 artilerijskih orožij (od tega 64 večcevnih raketometov); to je bilo najslabše opremljeno vojaško območje v celotni Socialistična federativna republika Jugoslavija.

## Organizacija
1991
- poveljstvo
- 10. korpus (Zagreb )
- 13. korpus (Rijeka )
- 14. korpus (Ljubljana )
- 31. korpus (Maribor )
- 32. korpus (Varaždin )
- 265. oklepno-mehanizirana brigada
- 329. oklepna brigada
- 580. mešana artilerijska brigada
- 202. mešana artilerijska brigada
- 158. mešana protioklepna artilerijska brigada
- 288. mešana protioklepna artilerijska brigada
- 528. zaledna baza
- 699. zaledna baza

## Poveljstvo
Poveljniki
- generalpodpolkovnik Konrad Kolšek (? - 29. junij 1991)
- generalpolkovnik Života Ledeni Avramović (29. junij 1991 - ?)